# Pont Chroy Changvar
Le pont Chroy Changvar est un pont double à Phnom Penh au Cambodge, traversant le Tonlé Sap, permettant de relier les quartiers centraux et la presqu'île de Chroy Changvar. 

## Description
Son importance est capitale puisqu'il permet de relier la capitale à ses provinces du Nord-Est et du Nord, mais les poids lourds ont l'interdiction de l’emprunter.
Un petit détail amusant est que le cours d'eau, sous ce pont coule en direction du grand lac pendant la saison humide mais dans l'autre sens, vers la mer, pendant la saison sèche.

## Histoire

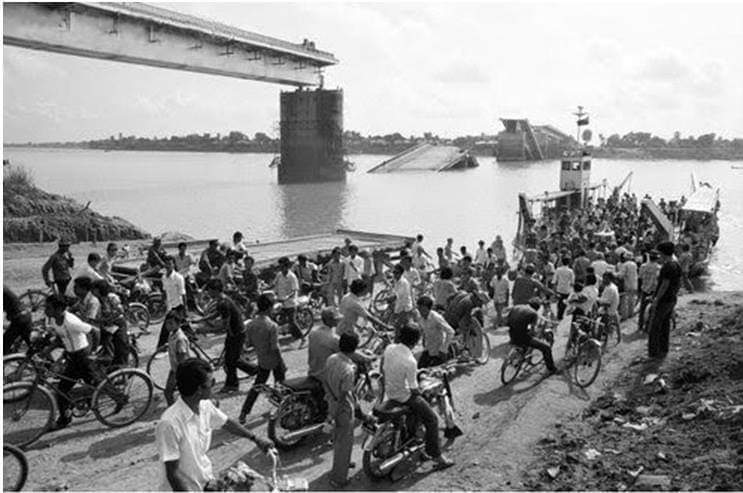
Le pont effondré après 1972

Le premier pont a été construit en 1966. Il a ensuite été gravement endommagé et là deux sources contradictoires s'affrontent:
Il a été rendu inutilisable en 1972 lorsque 101 kamikazes viet cong ont fait exploser leur bombe provoquant l'effondrement de l'ouvrage,. Des complices ont été retrouvés et capturés par les troupes de la République khmère ; le lendemain matin, ils ont tous été exécutés sans procès.
D'autres sources prétendent que la responsabilité revient aux Khmer rouges.
Il a été reconstruit en 1995, donc après les Khmers rouges, et s'est appelé pont de l'Amitié Cambodge-Japon, puisqu'il a été reconstruit grâce à un don du Japon. Mais il est vite devenu insuffisant et en 2014, il a été doublé au nord par un deuxième pont, don de la Chine appelé pont de l'Amitié Cambodge-Chine. Le premier sert au trafic Phnom Penh province et l'autre l'inverse.

## Travaux 2017-2019
Sur le premier pont, le plus ancien, de grosses faiblesses sont apparues, nécessitant des travaux importants. Les piliers d'origine ont pu être conservés mais ont été renforcés. Dans un premier temps le pont nord a repris la totalité de la circulation créant des embouteillages quotidiens importants, mais un pont provisoire en acier sur le Tonle Sap a ouvert en avril 2018 et a pu soulager le trafic. Les travaux se sont achevés début 2019.

## Futur
La ville de Phnom Penh est située au confluent du Tonle Sap et du Mékong, qui s'y divise en deux et forme le Bassac, celui-ci est traversé par le pont Monivong, mais le Mékong (en 2018) n'a toujours pas de pont au niveau de cette ville. Un pont est en projet entre Chroy Changvar et Arey Khsat avec une inauguration vers 2025, pour aller de Phnom Penh à l'autre rive, il faudra d'abord passer par le pont Chroy Changvar.
La construction du pont Russey Keo en béton sur le Tonlé Sap, à 2,5 km en amont, (juste à côté du pont provisoire), débute en avril 2018.